# Белл (Калифорния)
Белл (англ. Bell) — город округа Лос-Анджелес, штат Калифорния, население которого составляет, по результатам переписи 2000 года, 36 664 человек. Белл расположен на западном берегу реки Лос-Анджелес. Площадь города равняется 6,84 км² (Белл — тринадцатый в списке самых малых городов США с населением не менее 25 тысяч человек). Является пригородом Лос-Анджелеса.

## История
История города Белл исчисляется несколькими тысячами лет. В 500 году до нашей эры здесь поселились индейцы племени габриэлино (тонгва). С середины XVI века этот район занимали испанцы. Испанский солдат и аристократ Дон Антонио Мария Луга (1775—1860) поселился на территории величиной в 30 тысяч акров, в которую входила и нынешняя территория города Белл (а также Белл-Гарденса, Вернона, Коммерса, Кудаи, Линвуда, Мейвуда, Саут-Гейта, Уолнат-Парка и Хантингтон-Парка). В 1810 году король Испании официально даровал эти земли Луге в качестве награды за его военную службу. Эта огромная территория получила название Ранчо Сан-Антонио. Также, в период с 1816 по 1819 годы, Луга был мэром маленького городка Лос-Анджелес. Антонио Мария Луга скончался в 1860 году в возрасте 85 лет. К 1865 году материальное состояние семьи Луга ухудшилось и им пришлось продать большинство своих территорий по цене менее доллара за один акр.

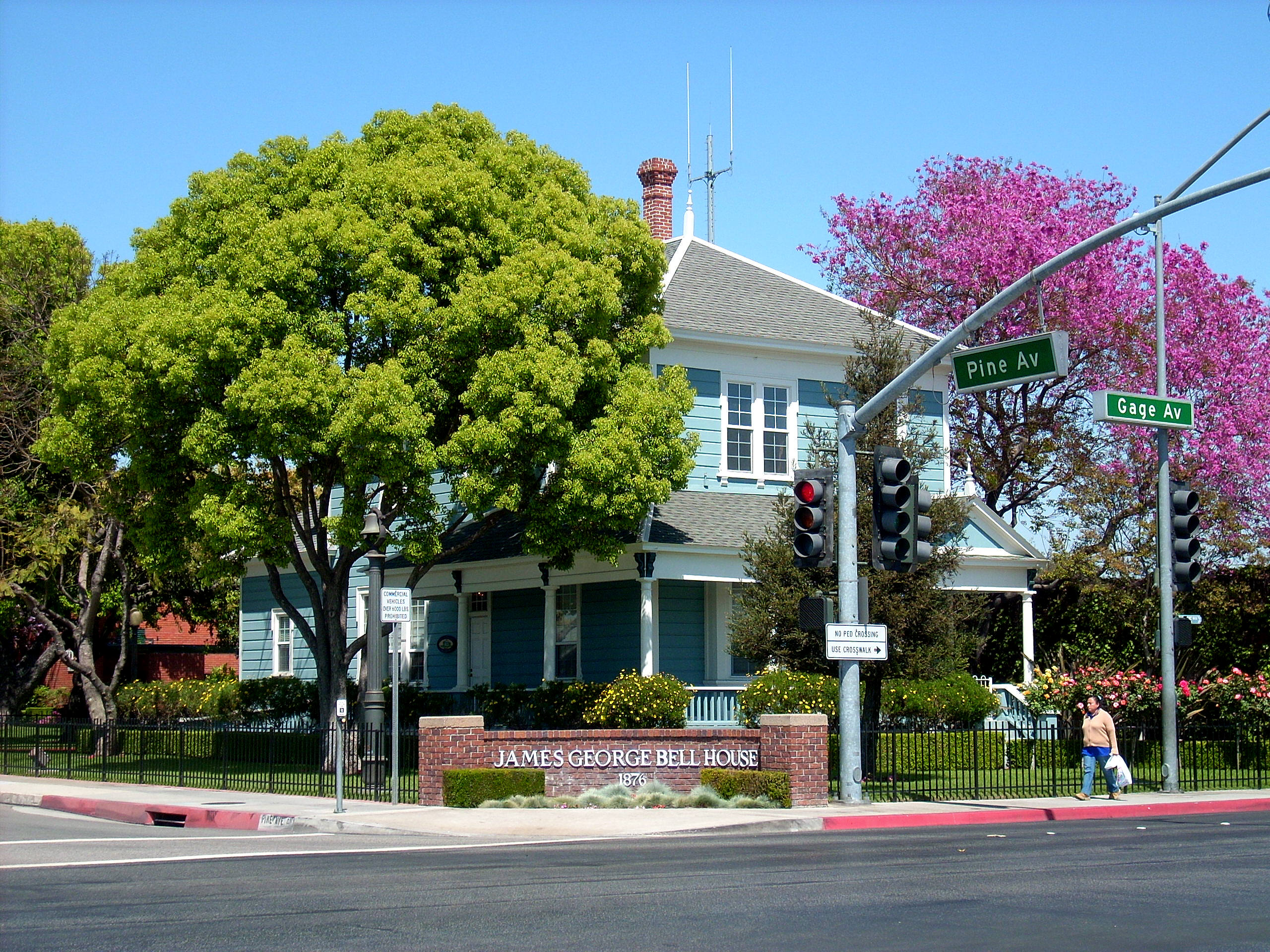
Дом Джеймса Джорджа Белла

В период между 1870 и 1890 годами сюда стали прибывать группы поселенцев из Лос-Анджелеса. В 1876 году сюда прибыл Джеймс Джордж Белл со своей семьей. Семейство Беллов приобрело около 360 (1,5 км²) акров земли и стало развивать мелкое хозяйство и животноводство. В 1898 году Ранчо Сан-Антонио получает новое название — Белл.
К XX веку Белл являлся плохо заселенной местностью, но в период с 1900 по 1915 годы все больше людей стало поселяться здесь. Были открыты школы, церкви и библиотеки. Несколько малых предприятий начали свою работу к 1913 году.
После Первой мировой войны, особенно с 1920 по 1935 годы, произошел настоящий «строительный бум». Люди продолжали поселяться в этой местности, строили новые школы, общественные организации. В это же время была построена канализационная система.
7 ноября 1927 года Белл официально получил статус города.

## География
Общая площадь города составляет 6,84 км² (6,42 — земли; 0,42 — воды).

### Климат
Климат очень тёплый летом, когда высокие температуры, как правило, составляют около 80 градусов °F, и мягкий зимой, когда высокие температуры, как правило, составляют 60 градусов. Самый тёплый месяц года — август, а самый холодный месяц года — декабрь. 
Перепады температур между ночью и днем, как правило, умеренные летом с разницей, которая может достигать 24 °F (−4 °C), и умеренные зимой со средней разницей 22 °F (−6 °C). Среднегодовое количество осадков в этих местах составляет около 15 дюймов (ок. 400 мм). Самый влажный месяц года — февраль. 
Историческая активность торнадо в этом районе заметно выше среднего показателя по штату Калифорния.

## Демография
Согласно данным переписи 2000 года, численность населения города Белл составляет 36 664 человека. Расовый состав таков: 48,45% белых, 1,28% афроамериканцев, 1,28% коренных американцев, 1,07% азиатов, 0,06% жителей тихоокеанских островов, 43,09% других рас.